# Saint-Étienne-de-Gourgas
Saint-Étienne-de-Gourgas is een gemeente in het Franse departement Hérault (regio Occitanie) en telt 308 inwoners (1999). De plaats maakt deel uit van het arrondissement Lodève.

## Geografie
De oppervlakte van Saint-Étienne-de-Gourgas bedraagt 19,5 km², de bevolkingsdichtheid is 15,8 inwoners per km².
De onderstaande kaart toont de ligging van Saint-Étienne-de-Gourgas met de belangrijkste infrastructuur en aangrenzende gemeenten.

## Demografie
Onderstaande figuur toont het verloop van het inwonertal (bron: INSEE-tellingen).